# John Galsworthy

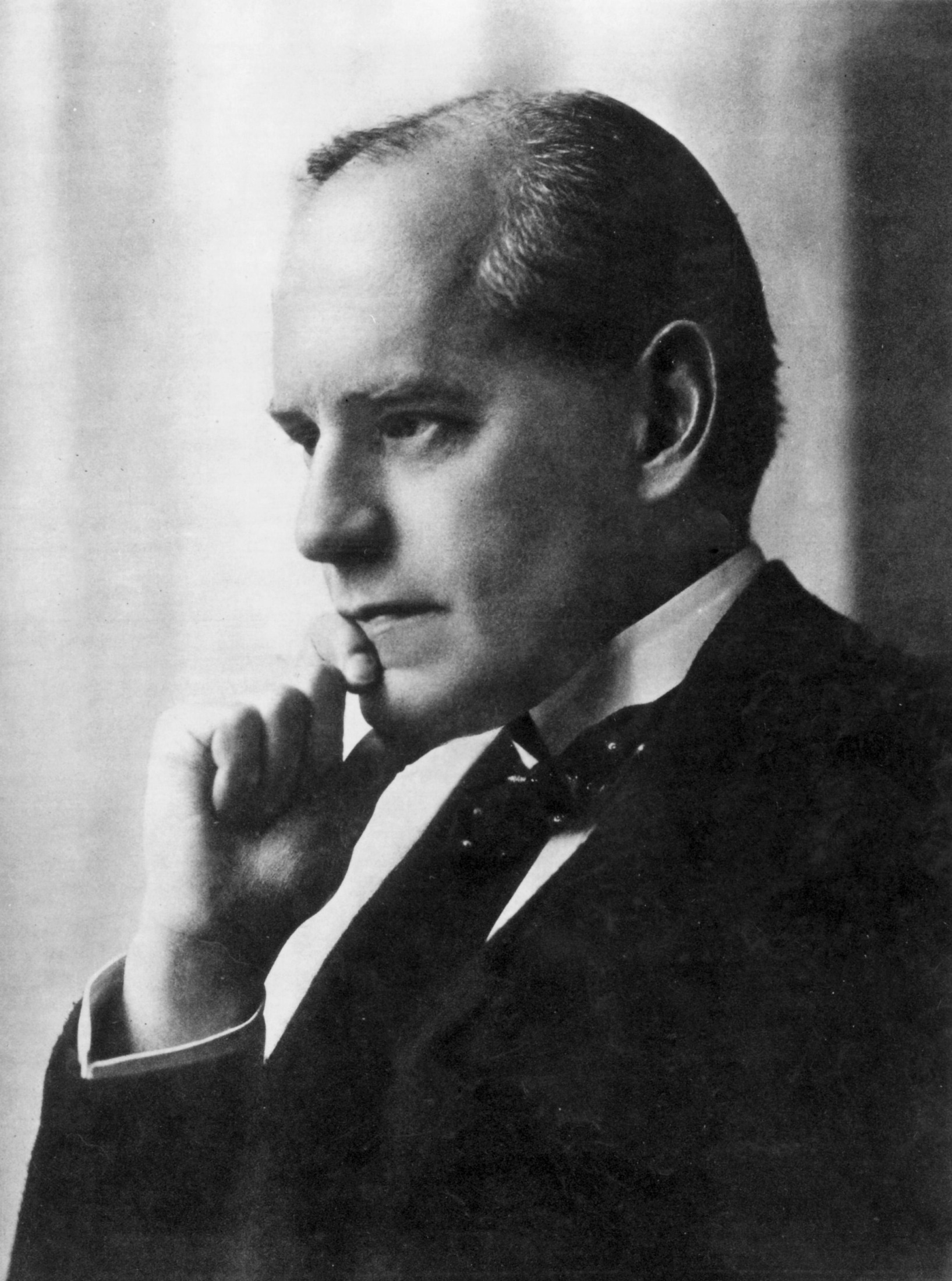
John Galsworthy

John Galsworthy (* 14. August 1867 in Kingston Hill, Surrey, England; † 31. Januar 1933 in London) war ein englischer Schriftsteller und Dramatiker. Seine Romanreihe The Forsyte Saga gilt als ein Klassiker der modernen englischen Literatur. 1932 erhielt Galsworthy den Literaturnobelpreis.

## Leben

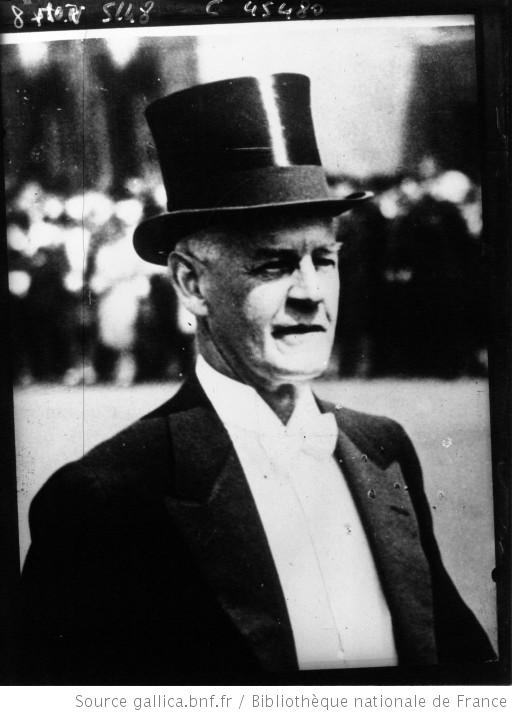
Galsworthy 1932

Als Sohn wohlhabender Eltern besuchte Galsworthy die Harrow, eine bekannte Public School. Er studierte am New College der Universität Oxford Jura und wurde 1890 Barrister. Er zeigte aber wenig Interesse am Beruf des Rechtsanwalts und ging stattdessen zur See, wo er den aus Polen stammenden Schriftsteller Joseph Conrad kennenlernte, der sein Interesse an der Literatur weckte. Seine ersten Werke publizierte Galsworthy unter dem Pseudonym John Sinjohn.
Galsworthys erstes Schauspiel The Silver Box wurde 1906 mit Erfolg aufgeführt. Im gleichen Jahr schrieb er den Roman The Man of Property, den ersten Teil der erfolgreichen Reihe The Forsyte Saga. Ab 1918 war John Galsworthy Jurymitglied im Komitee der Vergabe des Hawthornden-Preises, dem ältesten Literaturpreis in Großbritannien.
1921 wurde er der erste Präsident der internationalen Schriftstellervereinigung P.E.N. 1929 wurde er als auswärtiges Ehrenmitglied in die American Academy of Arts and Letters gewählt. Ab 1931 war er Mitglied der American Academy of Arts and Sciences. Er starb 1933 an den Folgen eines Gehirntumors, sechs Wochen nachdem ihm der Nobelpreis für Literatur 1932 zuerkannt wurde.

## Künstlerisches Schaffen
Galsworthys bekannteste Werke sind bis heute die Romanreihe The Forsyte Saga sowie deren Fortsetzungen A Modern Comedy und End Of The Chapter. Seine Arbeit zeichnete sich durch lebendige Charaktere, Stilreinheit, geschickte Dialogführung und gute Lesbarkeit aus.
Viele seiner Werke enthalten Kritik an der sozialen Lage, vor allem am britischen Klassensystem. In zahlreichen Romanen und Dramen kritisierte er – oftmals durch ironische Schilderung des Großbürgertums und des Adels – den Materialismus der Oberklasse. Ein anderes wiederkehrendes Motiv ist die Darstellung von unglücklich verheirateten Frauen.
Sigmund Freud schreibt über die Novelle Der Apfelbaum 1930 im Kapitel IV von Das Unbehagen in der Kultur in einer Fußnote: „Unter den Dichtungen des feinsinnigen Engländers J. Galsworthy, der sich heute allgemeiner Anerkennung erfreut, schätzte ich früh eine kleine Geschichte, betitelt: ‘The Apple Tree’. Sie zeigt in eindringlicher Weise, wie im Leben des heutigen Kulturmenschen für die einfache, natürliche Liebe zweier Menschenkinder kein Raum mehr ist.“

## Werke (in Auswahl)

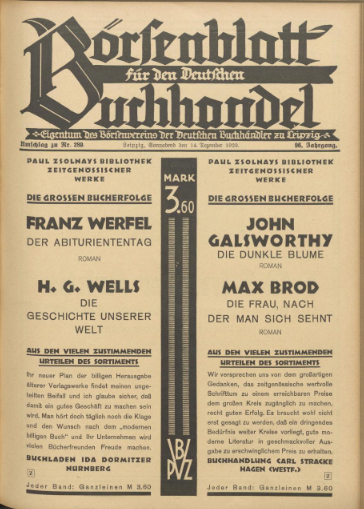
Verlagswerbung 1929

### Romantrilogien
- The Forsyte Saga (dt. EA Die Forsyte-Saga, erster Teil der „Trilogie“ mit zwei „Einschüben“, Paul Zsolnay Verlag, Berlin/Wien/Leipzig 1925, 2 Bände)
  - digitale Ausgabe der Forsyte-Saga in 2 Bänden Deutsche Buch-Gemeinschaft Berlin 1925 (mit einem Geleitwort von Thomas Mann) Kujawisch-Pommernsche digitale Bibliothek
  - digitale Ausgabe der Forsyte-Saga in 3 Bänden Paul Zsolnay Verlag Berlin/Wien/Leipzig 1926 Kujawisch-Pommernsche digitale Bibliothek
  - The Man Of Property (1907, dt. Der reiche Mann)
  - The Indian Summer Of A Forsyte (1918, dt. Nachsommer – „Einschub“)
  - In Chancery (1920, dt. In Fesseln)
  - Awakening (1920, dt. Erwachen – „Einschub“)
  - To Let (1921, dt. Zu vermieten)

- A Modern Comedy (dt. EA  Moderne Komödie, zweiter Teil der „Trilogie“ mit zwei „Einschüben“, Paul Zsolnay Verlag, Berlin/Wien/Leipzig 1929)
  - The White Monkey (1924, dt. EA Der weiße Affe, Paul Zsolnay Verlag, Berlin/Wien/Leipzig 1926)
  - The Silver Spoon (1926, dt. EA Der silberne Löffel, Paul Zsolnay Verlag, Berlin/Wien/Leipzig 1927)
  - Swan Song (1928, dt. EA Schwanengesang, Paul Zsolnay Verlag, Berlin/Wien/Leipzig 1928)

- End Of The Chapter (dt. EA Das Ende vom Lied. Die Cherrell Chronik, dritter und abschließender Teil der „Trilogie“, Paul Zsolnay Verlag, Berlin/Wien/Leipzig 1935 mit einem Vorwort von Ada Galsworthy, Dezember 1934)
  - Maid In Waiting (1931, dt. EA Ein Mädchen wartet, Paul Zsolnay Verlag, Berlin/Wien/Leipzig 1931)
  - Flowering Wildness (1932, dt. EA Blühende Wildnis, Paul Zsolnay Verlag, Berlin/Wien/Leipzig 1932)
  - Over The River (1933, dt. EA Über den Strom, Paul Zsolnay Verlag, Berlin/Wien/Leipzig 1933)

### Sonstige Werke
- To the four Winds (1897)
- Jocelyn (1898)
- Villa Rubein (1900, dt. 1931)
- The Silence (1901)
- The Island Pharisees (1904, dt. 1916 Auf Englands Pharisäerinsel)
- The Country House (1907, dt. Das Herrenhaus)
- Fraternity (1909, dt. Weltbrüder)
- The Patrician (1911, dt. EA Der Patrizier, Paul Zsolnay Verlag, Berlin/Wien/Leipzig 1925)
- The Dark Flower (1913, dt. EA Die dunkle Blume, Paul Zsolnay Verlag, Berlin/Wien/Leipzig 1925)
- The Apple Tree, Tales from Caravan 1 (1926, dt. Der Apfelbaum)
- A long-ago Affair, Tales from Caravan 2
- Beyond (1917, dt. EA Jenseits, Verlag von Th. Knaur Nachf. Berlin, vor 1925)
- Collected Poems (1934)

## Theaterstücke
- The silver box (1906, dt. 1909 Der Zigarettenkasten; 2019 Das silberne Etui)
- Joy (1907)
- Strife (1909)
- Justice (1910)
- The Little Dream (1911)
- The Pigeon (1912)
- The Eldest Son (1912)
- The Fugitive (1913)
- The Mob (1914)
- A Bit o' Love (1915)
- The Foundations (1916)
- The Skin Game (1920)
- Six Short Plays (1921)
  - The First and the Last
  - The Little Man
  - Defeat
  - Hall-Marked
  - Punch and Go
  - The Sun
- A Family Man (1921, dt. Der Familienvater)
- Loyalties (1922, dt. Gesellschaft)
- Windows (1922, dt. Fenster)
- The Forest (1924)
- Old English (1924)
- The Show (1925)
- Escape (1926)
- The Silver Spoon (1926)
- Exiled (1929)
- The Roof (1929)

## Verfilmungen
- 1931: Bis aufs Messer (The Skin Game)
- 1949: Das Schicksal der Irene Forsyte (That Forsyte Woman), mit Greer Garson und Errol Flynn
- 1957: Die Letzten werden die Ersten sein
- 1967: Die Forsyte Saga (The Forsyte Saga), TV-Serie, 26 Folgen
- 1988: Ein schicksalhafter Sommer (A Summer Story)
- 2002: Die Forsyte Saga (The Forsyte Saga), TV-Reihe, 6 Teile